# IC 2485
IC 2485 — галактика типу NF (в процесі підтвердження) у сузір'ї Насос.
Цей об'єкт міститься в оригінальній редакції індексного каталогу.